# Nehuén Benedetti
Nehuén Benedetti (Bosques, 25 de febrero de 2005) es un futbolista argentino que juega como mediocampista en New York Red Bulls II de la MLS Next Pro.

## Trayectoria

### Estudiantes de La Plata
Llegó a Estudiantes de La Plata a finales de 2015 a través de una prueba, luego de desempeñarse en Bosques Norte y en Defensa y Justicia. Pasó en el club la etapa de Infantiles y juveniles.
En julio de 2023 firmó su primer contrato como jugador profesional.
Debutó el 10 de noviembre de 2023 ante Central Córdoba, en la provincia de Santiago del Estero.

### New York Red Bulls
En febrero de 2025 es transferido al New York Red Bulls de la Major League Soccer de EE. UU. Dicha transferencia se realiza en carácter de préstamo con opción de compra. 
Benedetti fue asignado al equipo de reserva, el New York Red Bulls II y el 6 de abril hizo su debut con el equipo en una victoria por 3-2 sobre Chicago Fire FC II.
Para junio de 2025 se convierte en uno de los referentes del equipo, desde su llegada a la MLS Next Pro (tercera categoría del país), participó de 11 encuentros, aportando 5 goles (cuatro de ellos de manera consecutiva) y 3 asistencias.

## Selección nacional
El 1 de marzo de 2024 fue convocado en la primera lista del nuevo ciclo 2024-2025 de la selección de fútbol sub-20 de Argentina.
En julio de 2024 el entrenador de la selección argentina Sub-20, Diego Placente, eligió al futbolista para el Torneo COTIF, el certamen internacional de L’Alcudia.

## Clubes
| Club                    | País           | Año          |
| ----------------------- | -------------- | ------------ |
| Estudiantes de La Plata | Argentina      | 2023-        |
| New York Red Bulls II   | Estados Unidos | 2025-Actual. |

## Estadísticas
Actualizado al último partido disputado el 20 de julio de 2025.
| Estudiantes de La Plata Argentina | 1.ª           | 2023          | 0  | 0 | 1 | 0 | 0 | 0 | 1  | 0 |
| Estudiantes de La Plata Argentina | 1.ª           | 2024          | 3  | 0 | 1 | 0 | 0 | 0 | 4  | 0 |
| Estudiantes de La Plata Argentina | Total club    | Total club    | 3  | 0 | 2 | 0 | 0 | 0 | 5  | 0 |
| New York Red Bulls II Estados Unidos | 3.ª           | 2025          | 14 | 7 | 0 | 0 | 0 | 0 | 14 | 7 |
| New York Red Bulls II Estados Unidos | Total club    | Total club    | 14 | 7 | 0 | 0 | 0 | 0 | 14 | 7 |
| Total carrera | Total carrera | Total carrera | 17 | 7 | 2 | 0 | 0 | 0 | 19 | 7 |
| (1) La copa nacional se refiere a la Copa Argentina y Copa de la Liga Profesional. (2) La copa internacional se refiere a la Copa Sudamericana y Copa Libertadores. |               |               |    |   |   |   |   |   |    |   |

## Palmarés

### Campeonatos nacionales
| Título              | Club                    | País      | Año  |
| ------------------- | ----------------------- | --------- | ---- |
| Copa de la Liga     | Estudiantes de La Plata | Argentina | 2024 |
| Trofeo de Campeones | Estudiantes de La Plata | Argentina | 2024 |